# Cockeysville
Cockeysville és una concentració de població designada pel cens dels Estats Units a l'estat de Maryland. Segons el cens del 2000 tenia 19.388 habitants.

## Demografia
Segons el cens del 2000, Cockeysville tenia 19.388 habitants, 9.176 habitatges, i 4.450 famílies. La densitat de població era de 663,6 habitants per km².
Dels 9.176 habitatges en un 22,5% hi vivien nens de menys de 18 anys, en un 35,9% hi vivien parelles casades, en un 9,2% dones solteres, i en un 51,5% no eren unitats familiars. En el 38,9% dels habitatges hi vivien persones soles el 7,1% de les quals corresponia a persones de 65 anys o més que vivien soles. El nombre mitjà de persones vivint en cada habitatge era de 2,1 i el nombre mitjà de persones que vivien en cada família era de 2,87.
Per edats la població es repartia de la següent manera: un 18,9% tenia menys de 18 anys, un 13,3% entre 18 i 24, un 36,5% entre 25 i 44, un 21,2% de 45 a 60 i un 10,1% 65 anys o més.
L'edat mediana era de 33 anys. Per cada 100 dones de 18 o més anys hi havia 93,8 homes.
La renda mediana per habitatge era de 43.681 $ i la renda mediana per família de 62.266 $. Els homes tenien una renda mediana de 40.732 $ mentre que les dones 32.177 $. La renda per capita de la població era de 29.080 $. Entorn del 4,7% de les famílies i el 8,2% de la població estaven per davall del llindar de pobresa.

## Poblacions més properes
El següent diagrama mostra les poblacions més properes.